# Молина, Анхела
А́нхела Моли́на Техедо́р (исп. Ángela Molina Tejedor; род. 5 октября 1955, Мадрид) —  испанская актриса, дочь актёра и певца Антонио Молины. Четыре раза номинировалась на премию «Гойя», стала лауреатом премии латиноамериканских критиков (исп. Premios ACE) за роль Анхелы в фильме «Демоны в саду» (лучшая актриса, 1982). В 1986 году стала обладательницей премии «Давид ди Донателло» (лучшая актриса, 1986).

## Биография
Анхела Молина родилась 5 октября 1955 года в Мадриде, Испания. Она стала третьим ребёнком из восьми детей известного актёра и певца Антонио Молины. Её брат Мигель и сёстры Паула и Моника также стали актёрами. Обучалась в Высшей школе драматического искусства в Мадриде (исп. Real Escuela Superior de Arte Dramático). Актёрская карьера Анхелы началась со съёмок в фильме «No matarás», за которыми последовали роли в таких фильмах, как «No quiero perder la honra», «Camada negra», «La Sabina» и другие.
Международное признание пришло к Анхеле после выхода на широкий экран таких картин, как Операция «Чудовище» (фильм получил премию Давид ди Донателло за лучшую режиссуру), «Bearn o La sala de las muñecas», «Демоны в саду», «Каморра, или Сложное переплетение женских судеб» (Лучшая актриса, премия Давид ди Донателло, 1986).

## Семья
У Анхелы Молины пятеро детей, трое от первого брака с французским режиссёром Эрве Тирмаршем: Оливия (1980), Матео (1982) и Самуэль (1987); двое от второго брака с Лео Блэкстедом: Антонио (1995) и Мария (2003). В 2012 году у актрисы родился первый внук.

## Избранная фильмография
| Год       |   | Русское название                                | Оригинальное название                            | Роль                        |
| --------- | - | ----------------------------------------------- | ------------------------------------------------ | --------------------------- |
| 1975      | ф |                                                 | No quiero perder la honra                        | Изабель                     |
| 1975      | ф |                                                 | Las protegidas                                   | Елена                       |
| 1976      | ф |                                                 | Las largas vacaciones del 36                     | Энкарна                     |
| 1976      | ф |                                                 | La ciutat cremada                                | Росер Палау                 |
| 1977      | ф |                                                 | Camada negra                                     | Роза                        |
| 1977      | ф | Этот смутный объект желания                     | Cet obscur objet du désir                        | Кончита                     |
| 1977      | ф |                                                 | A un dios desconocido                            | Soledad Joven               |
| 1977      | ф |                                                 | Nunca es tarde                                   | Тереса                      |
| 1978      | ф |                                                 | El hombre que supo amar                          | Жасмин                      |
| 1978      | ф | Благочестивая жизнь падре Висенте               | La portentosa vida del pare Vicent               | Endemoniada                 |
| 1979      | ф | Пробка — невероятная история                    | L'ingorgo - Una storia impossibile               | Мартина                     |
| 1979      | ф |                                                 | La Sabina                                        | Пепа                        |
| 1979      | ф | Операция «Чудовище»                             | Operación Ogro                                   | Амайур                      |
| 1982      | ф | Демоны в саду                                   | Demonios en el jardín                            | Анхела                      |
| 1983      | ф |                                                 | Bearn o La sala de las muñecas                   | Ксима                       |
| 1985      | с |                                                 | Quo Vadis?                                       | Акте                        |
| 1985      | ф | Каморра, или Сложное переплетение женских судеб | Un complicato intrigo di donne, vicoli e delitti | Анунциата                   |
| 1986      | ф | Полнеба                                         | La mitad del cielo                               | Роза                        |
| 1986      | ф | Лола                                            | Lola                                             | Лола                        |
| 1986      | ф | Улицы из золота                                 | Streets Of Gold                                  | Елена Гитман                |
| 1987      | с |                                                 | Il generale                                      |                             |
| 1986      | ф |                                                 | Esquilache                                       | Фернанда                    |
| 1986      | ф |                                                 | Las cosas del querer                             | Пепита                      |
| 1990      | ф |                                                 | Sandino                                          | Тереса Виллаторо            |
| 1991      | ф | Похититель детей                                | Le Voleur d'enfants                              | Диспозория, жена полковника |
| 1992      | ф | 1492: Завоевание рая                            | 1492: Conquest of Paradise                       | Беатрис Энрикес де Арана    |
| 1995      | ф |                                                 | Las cosas del querer 2                           | Пепита                      |
| 1995      | ф |                                                 | ¡Oh, cielos!                                     | Сильвия                     |
| 1997      | ф | Живая плоть                                     | Carne Trémula                                    | Клара                       |
| 1998—1999 | с |                                                 | Hermanas                                         | Анхела                      |
| 2000      | ф | Море                                            | El mar                                           | Кармен                      |
| 2001      | ф |                                                 | Punto de mira                                    | Розаура                     |
| 2003      | ф | Южнее Гранады                                   | Al sur de Granada                                | Донья Фелисидад             |
| 2006      | ф | Борджиа                                         | Los Borgia                                       | Ваноцца                     |
| 2006      | ф | Незнакомка                                      | La sconosciuta                                   | Лукреция                    |
| 2009      | ф | Разомкнутые объятия                             | Los abrazos rotos                                | мать Лены                   |
| 2009      | ф | Барбаросса                                      | Barbarossa                                       | Хильдегарда Бингенская      |
| 2010      | с |                                                 | Gran Reserva                                     | София Руис де Реверте       |
| 2011      | ф | Неоновая плоть                                  | Carne de neón                                    | Пура                        |
| 2012      | ф | Белоснежка                                      | Blancanieves                                     | Донья Конча                 |
| 2024      | ф | Возвращение Одиссея                             | The Return                                       | Эвриклея                    |